# Journée Ben-Gourion
La Journée Ben-Gourion (hébreu : יום בן-גוריון) est une fête nationale israélienne célébrée chaque année le sixième jour du mois hébraïque de Kislev, pour commémorer la vie et la vision du leader sioniste et premier Premier ministre d'Israël, David Ben-Gourion.

## Histoire
La Journée Ben-Gourion a été créée par la Knesset dans le cadre de la Loi Ben-Gourion. Selon cette loi, la Journée Ben-Gourion doit être célébrée une fois par an, le 6 Kislev, date de la mort de David Ben-Gourion. Ce jour-là, des services commémoratifs d'État doivent être organisés par les institutions de l'État d'Israël, sur les bases des Forces de défense israéliennes et dans les écoles. Si le sixième jour de Kislev tombe la veille de Shabbat ou le jour de Shabbat, la journée commémorative sera célébrée le dimanche suivant.

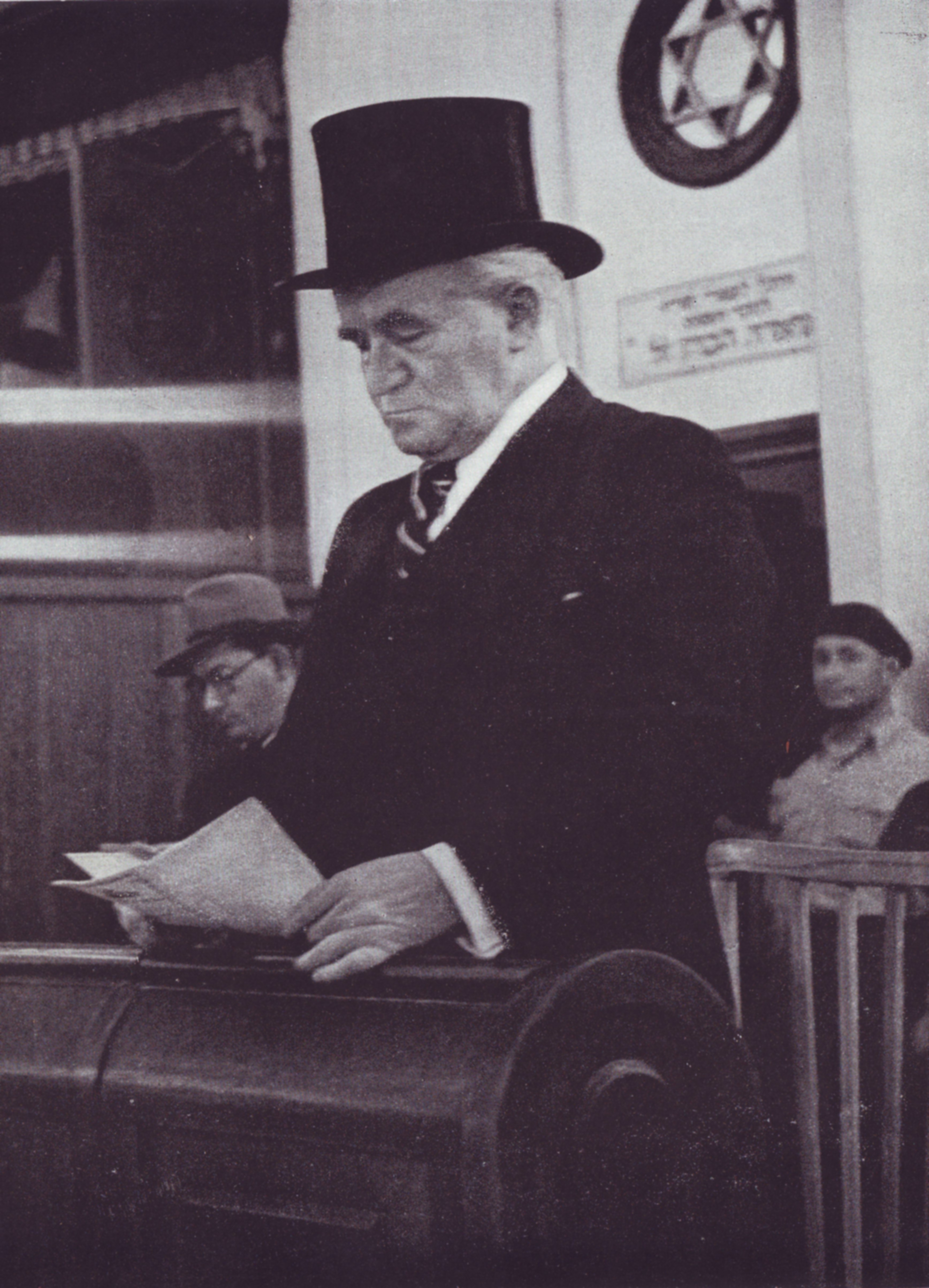
David Ben Gourion